# Cantone di Sousceyrac
Il Cantone di Sousceyrac era una divisione amministrativa dell'arrondissement di Figeac.
È stato soppresso a seguito della riforma complessiva dei cantoni del 2014, che è entrata in vigore con le elezioni dipartimentali del 2015.
Comprendeva i comuni di:
- Calviac
- Comiac
- Lacam-d'Ourcet
- Lamativie
- Sousceyrac